# 神力科莎
《神力科莎》（台湾又译作）是一款模拟赛车游戏，由意大利游戏开发商Kunos Simulazioni开发，他們曾经开发过《netKar Pro》和法拉利虚拟学院等模拟赛车软件。该游戏以强调逼真的赛车体验并支持广泛的第三方拓展模组而闻名。游戏在2013年11月通过Steam网络游戏商店在全球发布早期测试版，后于2014年12月发售正式版；游戏在2016年由505 Games发行了PlayStation 4和Xbox One版本，后又在2021年8月发布了该游戏由Digital Tales制作的移动版。

## 游戏特性
《神力科莎》的定位是一款“赛车模拟器”，其试图通过激光扫描赛道与细致的物理引擎为各种公路车型和赛道车型提供逼真的驾驶体验。 游戏將在封闭的赛道进行，开发商KUNOS Simulazioni为求更高的赛道复原度，把每一条收彔到游戏的赛道都事先进行激光扫描，再利用电脑进行加工以及修改。游戏亦全面利用DirectX 11技术，諸如HDR、曲面细分等等 。游戏支持一系列外设，例如鼠标、键盘、游戏手柄、方向盘、三屏显示器、TrackIR头部跟踪、VR头戴式显示器以及Nvidia 3D Vision等。
该游戏允许调整拟真度设置以适合不同玩家的体验，支持从完全开启所有辅助到完全禁用辅助。 离线和在线游戏都可以使用多种游戏模式和游戏设置，包括生涯模式、特殊赛事、自定锦标赛、练习赛、计时赛、快速比赛、漂移赛、直线加速赛和比赛周末等。这些比赛玩家可以选择单独进行，也可以与AI对抗。该游戏内置一个服务器管理工具，允许玩家创建在线赛事的服务器，同时也支持局域网赛事。
当加入离线/在线比赛时，玩家可以通过设置界面调整他们的汽车，包括传动比、轮胎类型、轮胎压力、燃料、悬架设置(如防侧倾杆)、阻尼器设置(如保险杠和弹簧)、四轮定位设置、差速锁和预载的传动系统设置、混合动力设置、翼子板调节、制动偏压、制动功率、引擎限制器等。同时，牵引力控制（TC）、ABS、涡轮增压、KERS、ERS、引擎制动设置和制动偏压等设置可通过热键在比赛中随时进行调整。
游戏中的HUD由多个“虚拟桌面”组成，这些虚拟桌面允许在屏幕上的任意位置手动放置各种各样的“应用”，并且可以通过使用Python语言编写的自定义应用来增强界面。同时该游戏允许通过外部应用程序访问赛事和模拟数据，并且模拟数据可通过兼容格式导出遥测，以用于专业数据分析软件。
游戏可以通过修改后的第三方内容进行扩展，允许玩家定制和修改游戏模组，以满足专业的游戏玩家。

## 开发
Kunos Simulazioni根据其前两部作品《netKar Pro》和《Ferrari Virtual Academy》的发展为该游戏积累了经验。 该工作室的研发办公室位于意大利的瓦莱伦加赛道，因此获得了与真正的赛车运动密切相关的实践知识。该游戏包括各种国际赛道的忠实还原（使用传统和激光扫描技术进行建模），以及来自全球汽车品牌的各类汽车，从日常公路车、到赛道赛车，再到历史悠久的经典车，不一而足。
2010年，《神力科莎》开始作为意大利汽车俱乐部(Automobile Club d’italia)的一个驾驶学院项目进行开发。 2011年，Kunos着手用Unity引擎开发该游戏，但是，由于外部可集成性的限制不易于扩展内容的添加，并且加载时间过长，他们决定弃用现成的引擎，并于2011年底完全从头开始自行建造了新的游戏引擎。

### 测试版
2013年2月22日，该游戏的一个技术验证预览版开始发布，它提供了一辆汽车（莲花 Elise SC）和一条赛道（翁布里亚赛道），以及两个游戏模式：自由练习和计时赛。该预览版的主要目的是使玩家能够首先了解引擎，对其进行测试并报告反馈。 这个预览版要求玩家拥有《netKar Pro》的许可才能运行。

### 抢先体验版
该游戏于2013年11月8日通过Steam的抢先体验计划发布。在抢先体验计划期间，游戏大约每两周更新一次，从而在增加了新内容的同时改善了测试中出现问题的内容和功能。

### 正式发布
2014年10月15日游戏的功能完整版本“Release Candidate”在Steam发布。经过常规错误修复和性能优化后，该游戏最终于2014年12月19日发布PC正式版。Kunos Simulazioni表示游戏在随后的三到四年内会继续推出免费更新、新功能和付费DLC。
2015年5月，该游戏宣布推出PlayStation 4和Xbox One版本，并由505 Games发行，随后推迟到2016年8月26日和30日在欧洲和北美发行。 Kunos Simulazioni的联合创始人兼执行经理Marco Massarutto表示，主机版本的物理模型与PC版本相同，但必须重新构建渲染和画面引擎，以更好地利用主机性能。 PlayStation 4的分辨率为1080p，60FPS，而Xbox One则“尽可能于PS4相同”。该游戏的主机版本拥有一个全新的用户界面，此界面专门为游戏手柄进行了优化。
2018年2月14日，Kunos Simulazioni宣布了适用于全平台的名为《神力科莎：终极版》的新版本，其中包含所有先前发布的DLC。这个版本作为该游戏的最后版本在2018年4月20日发布。

### 移动版
2021 年 8 月，宣布了游戏的移动版，并于同年8月31日正式面向 iOS 设备（iPhone 和 iPad）发布，该版本委托给 Digital Tales开发。

## 反响
| 汇总媒体     | 得分                                |
| ------------ | ----------------------------------- |
| GameRankings | PC: 85% PS4: 65% XONE: 58%          |
| Metacritic   | PC: 85/100 PS4: 73/100 XONE: 64/100 |

| 媒体                    | 得分         |
| ----------------------- | ------------ |
| Destructoid             | 4/10 (PS4)   |
| Eurogamer               | 9/10 (PC)    |
| GamesMaster             | 69/100 (PS4) |
| IGN                     | 9.5/10 (PC)  |
| 英国PlayStation官方杂志 | 7/10 (PS4)   |
| 澳洲官方PlayStation杂志 | 7/10 (PS4)   |
| PC PowerPlay            | 8/10 (PC)    |

《神力科莎》在发售后获得了大部分好评。 它收到了评论家的“普遍正面”评价。 PC版在Metacritic上的综合评分为85/100，而PS4版则为73/100。
Eurogamer.net在2015年1月的PC评论中写道：“《神力科莎》对驾驶体验的专注着实是在创造奇迹——复制简单，辉煌的乐趣时，没有其他游戏能比它更好。” 它给游戏打出了9/10的得分，并获得了银色的“推荐”标签。
Motorsport.com的贾斯汀·萨顿写道:“《神力科莎》是一款非常漂亮的游戏，它拥有精确的激光扫描，良好的音效，需要改进的人工智能，以及一个多人游戏社区，能够真正受益于赛车手，它将模拟赛车游戏推进了一个高度。”“如果你正在寻找一个好的模拟器进入模拟赛车之门，《神力科莎》是一个非常棒的选择，它将一次性提供数量惊人的汽车和赛道。”
IGN的意大利站为本游戏打出了9.5分，认为“《神力科莎》并非尽善尽美，……但事实上，Kunos Simulazioni将其打造成了虚拟赛车的光辉杰作，是未来驾驶模拟器的新标准。”
到2016年5月，该游戏已被列为Steam平台上游玩次数最多的模拟类竞速游戏之一，并拥有900多个活跃多人服务器，且该游戏已被世界各地的多个联赛作为游戏平台使用。到2018年10月为止，在racedepartment.com上已经发布了9000篇关于该游戏的第三方扩展。Kunos Simulazioni 自游戏发布以来就表示，由于引擎限制和软件开发商规模较小，游戏将不支持诸如潮湿天气条件、下雨、夜间赛车或多级别赛车兼容 AI 等功能，但这些功能自游戏发布以来由玩家第三方扩展得以解决。